# دوروثي غيش
دوروثي غيش (11 مارس 1898 - 4 يونيو 1968) كانت ممثلة، كاتبة ومخرجة أمريكية شاركت في العديد من الأفلام أبرزها أيتام العاصفة.

## روابط خارجية
- دوروثي غيش على موقع IMDb (الإنجليزية)
- دوروثي غيش على موقع الموسوعة البريطانية (الإنجليزية)
- دوروثي غيش على موقع ألو سيني (الفرنسية)
- دوروثي غيش على موقع أول موفي (الإنجليزية)
- دوروثي غيش على موقع قاعدة بيانات برودواي على الإنترنت (الإنجليزية)
- دوروثي غيش على موقع قاعدة بيانات الأفلام السويدية (السويدية)
- دوروثي غيش على موقع إن إن دي بي (الإنجليزية)
- دوروثي غيش على موقع قاعدة بيانات الفيلم (الإنجليزية)
- دوروثي غيش على موقع كينوبويسك (الروسية)